# Impureza magnética
En física, una impureza magnética es una impureza que contiene momento magnético hospedada en un metal. La impureza magnética puede interactuar con la conducción de electrones del metal, produciendo efectos físicos interesantes como el efecto Kondo y el comportamiento de fermiones pesados. Algunos ejemplos de impurezas magnéticas son metales que pueden ser el dopaje con hierro y níquel. Esas impurezas contribuirán en el término de Curie–Weiss a la susceptibilidad magnética:
{\displaystyle \chi _{imp}={\frac {C}{T+\theta }}}
Los trabajos teóricos iniciales se concentraron en explicar la tendencia observada de que la impureza variaba en el grupo de metales de transición. Basado en la idea de estado de enlace virtual, Anderson propuso un modelo que explica satisfactoriamente la formación de momentos magnéticos localizados a causa de una impureza magnética.